# Adolph Northen
Adolph Northen (também chamado de Adolf Northen, Adolf Northern ou Adolph Northern) (6 de novembro de 1828 - 28 de maio de 1876) foi um pintor alemão. Ele nasceu em Hann. Münden, Hanôver, e foi pupilo da escola de pintura Düsseldorf. Os trabalhos de Northen geralmente ilustram cenas de batalhas, principalmente as das Guerras Napoleônicas, seus trabalhos mais importantes incluem
- A retirada de Napoleão de Moscovo, ilustrando o fracasso da invasão da Rússia de Napoleão Bonaparte.
- Ataque Prussiano, mostrando as divisões de Hiller, Ryssel e Tippelskirch derrotando, respectivamente, a Guarda Jovem Imperial Francesa, o Primeiro Batalhão dos Segundo Granadeiros e os Segundos Chasseurs na Batalha de Waterloo.[4]

Northen morreu em Düsseldorf aos 48 anos.

## Obras

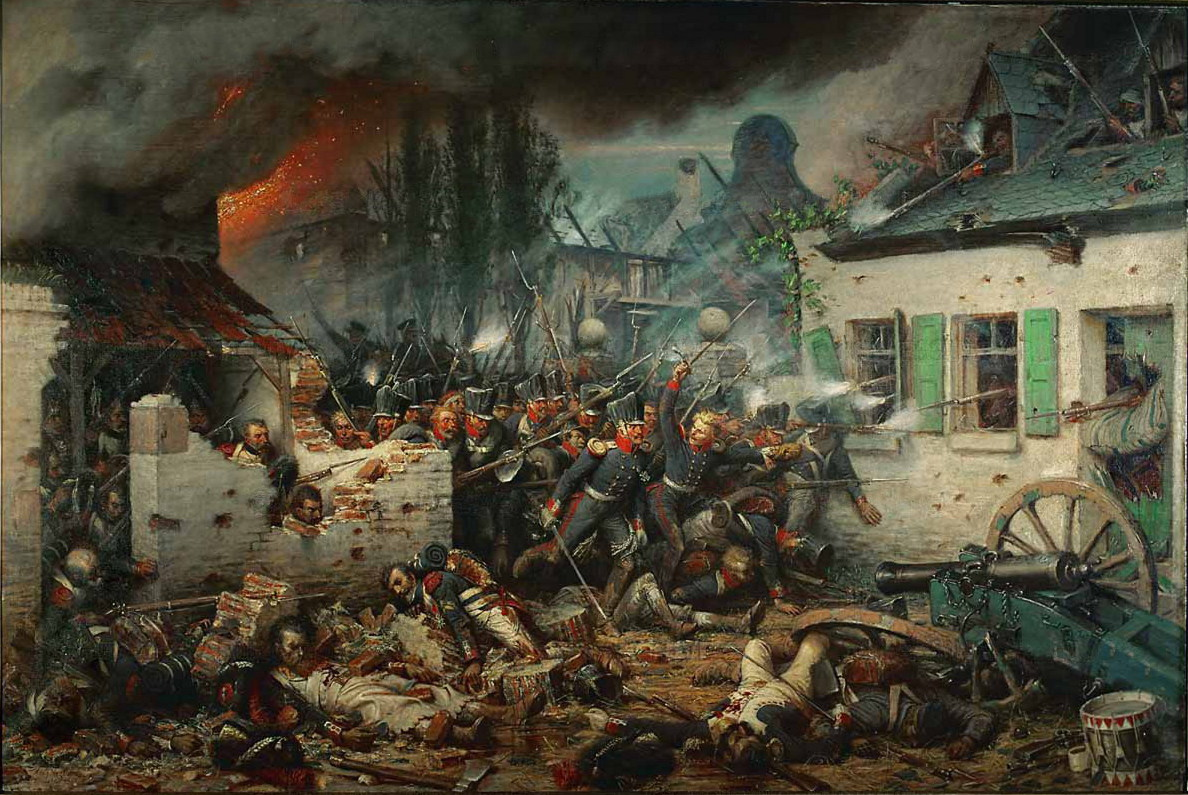
Ataque Prussiano (em Waterloo), 1863
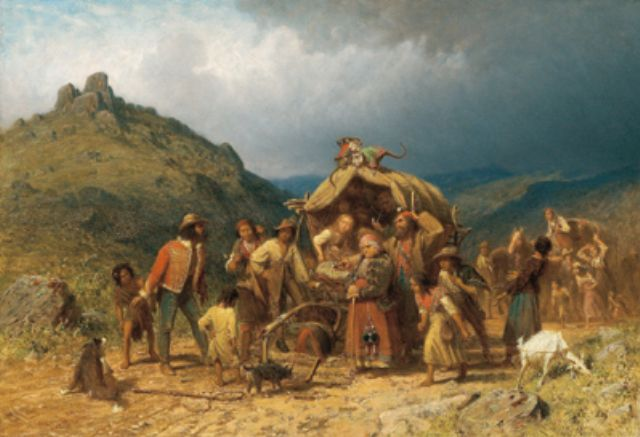
Zigeunerkarawane, Düsseldorf (Uma Carvana de Ciganos)
A retirada de Napoleão de Moscovo